# Configurație electronică
Configurația electronică a unui element chimic din tabelul periodic descrie aranjarea sau distribuirea electronilor săi în norul electronic. Nivelurile (straturile) electronice se divid în subnivele (s, p, d, f) ce conțin orbitalii care grupează electronii din nivelul respectiv. Un atom are șapte nivele aranjate specific elementului chimic. Orbitalul reprezintă zona în care un electron este cel mai probabil să fie observat.

## Reguli de aranjare
- principiul ocupării succesive cu electroni; orbitalii sunt ocupați cu electroni în funcție de creșterea E
- prin fiecare orbital al unui atom exista maximum 2 electroni cu un spin opus

Substraturile și conținutul maxim de electroni:
- s conținutul maxim de electroni=2 (se notează ca un pătrat cu o căsuță)

- p conținutul maxim de electroni=6 (se notează ca un dreptunghi cu 3 căsuțe)
- d conținutul maxim de electroni=10 (se notează ca un dreptunghi cu 5 căsuțe)
- f conținutul maxim de electroni=14 (se notează ca un dreptunghi cu 7 căsuțe)

Căsuța este un orbital, caci fiecare orbital are 2 electroni. Nivelele electronice au un maxim de subnivele stabilit:
- 1 (sau K) are substraturile 1s
- 2 (sau L) are substraturile 2s 2p
- 3 (sau M) are substraturile 3s 3p 3d
- 4 (sau N) are substraturile 4s 4p 4d 4f
- 5 (sau O) are substraturile 5s 5p 5d 5f
- 6 (sau P) are substraturile 6s 6p 6d
- 7 (sau Q) are substraturile 7s 7

Pentru K, L, M, N, O, P, Q corespund numere maxime de electroni:2, 8, 18, 32, 32, 18, 8. Numărul perioadei în tabelul Mendeleev reprezintă numărul de straturi electronice în atom. Numărul grupei reprezintă numărul de electroni de pe ultimul nivel (electroni de valență).
Electronii de pe ultimul nivel al atomului îi oferă substanței respective proprietățile chimice și culoarea. Comportamentul electronilor de pe ultimul nivel se caracterizează drept proprietate chimică a elementului.